# ムーンスター
株式会社ムーンスターは、福岡県久留米市に本社・工場を置く日本のシューズ製造業者。久留米市内では、アサヒシューズ（旧・アサヒコーポレーション）、ブリヂストンと並んで「ゴム三社」と称される。
日本で初めてミシンを足袋製造に導入した他、1922年にゴム底地下足袋の商品化、1958年南極観測隊ブーツの製造など、創業当時から新しい試みに積極的に取り組む社風である。

## 歴史

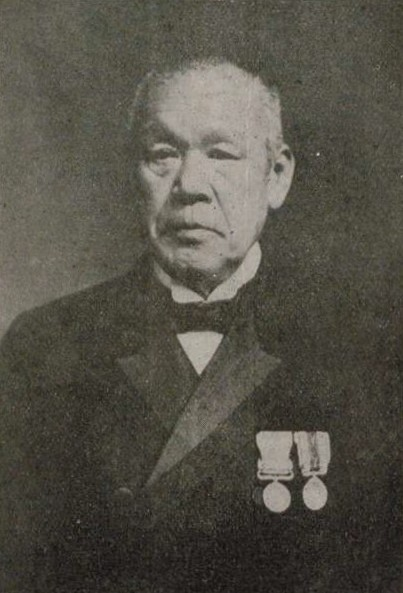
つちやたび創業者の倉田雲平

倉田雲平は衣服の裁縫をする長物師（ながものし）を始めたが、同業者の多いことから長物師に見切りをつける。当時、足袋は各家庭で作ることが多く、出回り始めた製品も粗悪品が多かった。精品主義を身上として倉田は1873年に久留米市米屋町（現中央町）で「つちやたび店」を開く。
1894年には周辺の土地を購入し、店舗の拡張と本店裏に工場を新築すると、ドイツ製青貝印の素縫い手回し式ミシンを2台、甲縫い用足ぶみ式ミシン3台を導入した。足袋製造業界としては初のミシン導入の事例となる。また、この年まで、馬具、革靴の製造も行っていたが、資金回収が悪いことを理由に外部に事業を売却し、足袋製造販売を専業とするようになった。足袋の工場生産には、久留米周辺の農村の余剰労働力が利用された（つちやたびより後発の「志まやたび（現アサヒシューズ）」も同様）。
倉田の優れた技術もあって、つちやたび店の足袋は評判となり、1895年頃には各地に特約店もできるような九州随一の銘柄となった。当時の九州での足袋の年間需要量は100万足を超えていたと言われ、多くは九州以外で作られた足袋であったことから、倉田は販路拡大を計画し、長崎市に工場を建設する。「にかぎり升」の文字が書かれた広告を電柱に貼り、長崎市民の間でこの奇抜な広告が話題となると、広告の上部に「つちやたび」と追記。当時の新聞紙上で、全国無類と賞賛されるほどの宣伝効果を挙げ、一足当たりの単価が安かったのと相まって、長崎市では年間1万足の売上を達成する。続いて、社員が足袋と宣伝用の鉄製の看板を積んだ箱車を引いて九州各地に訪問販売を行い、販路を拡張していった。
1900年には、皇太子嘉仁（後の大正天皇）と九条節子との成婚奉祝として絹足袋を献上している。
つちやたびの販路は九州のみならず、沖縄、中国地方、四国地方にも広がって行き、1910年には大阪市東区本町に支店を開設する。
1911年、1912年には日本産業博覧会で名誉大賞を受賞する。1914年には民間人飛行家の坂本寿一に宣伝飛行をさせたり、PR映画を製作し日本各地で公開することで、大きな宣伝効果を挙げた。1915年には閑院宮載仁親王の本社視察を受ける。
1917年に合名会社となる。
1920年頃よりアメリカ合衆国のスニーカーを参考に児童用布靴の研究を始める。1923年よりゴム底を貼り付けた地下足袋の製造、販売を開始する。1925年には運動靴、ゴム長靴の製造、販売を開始する。
1928年、世界的に明瞭で親しみやすい「月」と「星」を運動靴のマークに採用。海外輸出強化が狙いであった。中近東・一部中国向けには「コウモリ印」を採用した。
1931年に株式会社となる。社歌『雲の翼（つちやたび工場小唄）』（作詞:北原白秋、作曲:山田耕筰）も同年に定められた。
「日華護謨工業株式会社」（1939年）、「日華ゴム株式会社」（1949年）、「月星ゴム株式会社」（1962年）、「月星化成株式会社」（1972年）と改称を行う。（1930年(昭和5年)から販売代理店となっていた長田商店は先立って1954年(昭和24年)に月星商事株式会社と名を変えている。）
この間、1949年（昭和24年）5月28日には、久留米工場に昭和天皇の戦後巡幸があった。
1973年、後にジャガーΣ（シグマ）として定着する、「ジャガー」シリーズを発売開始。
1977年、ニューバランスのブランドライセンス契約を締結。
1981年、コンバースのブランドライセンス契約を締結。
1987年、日本初のウォーキングシューズ「ワールドマーチ」を発売。
1988年、ニューバランスジャパンを設立。当社設立後も、最近までムーンスターの創業家の一族が社長を勤めていた。現在も主要株主であり、支店など直販部門を通じ卸を継続するなど強い関係である。
2005年、コンバースフットウェアを伊藤忠商事との共同出資によって設立。
2006年、さらなる海外展開とムーンスターブランドの価値向上を目的に、現社名「株式会社ムーンスター」に変更した。創業140周年を契機に、「ムーンスター」ブランド構築に本格的に着手。業界初の「製品保証制度」への取組みや久留米工場を活かしたユースゾーンへの新商品開発など、すべての世代に愛されるブランドを目指している。
2007年、子どもの成長にとっての靴の重要性を考え、足型計測機「フッ撮る」による足のサイズ計測や、専門の研修を受けたスタッフによる適切な靴の提案を行う子ども靴専門店「Genki-Kids」を設立。。
2013年、1964年から定番商品として愛され続ける上履き「スクールカラーM」がグッドデザイン・ロングライフデザイン賞を受賞。
2014年、10年後の姿を見据えた成長戦略、中長期経営ビジョン「MSビジョン150」を発表。「消費者との接点の拡大」「海外市場の拡大」「大人・シニア市場の拡大」を戦略の柱としている。
2015年7月、新ブランドスローガン「Time with pride.〜ひたむきに、歩み続ける。」が制定された。
2016年、ウォーキングシューズ「ムーンスター ワールドマーチ / プライドシリーズ」がグッドデザイン賞を受賞。
2018年7月、キッザニア東京にパビリオン出展。
2018年10月、東京・銀座に初の総合旗艦店「MOONSTAR Factory Ginza」がオープン（2022年5月22日閉店）。
2020年6月、福岡・薬院に旗艦店「ALSO MOONSTAR」オープン。

## 社訓
- 走る者はつまずきやすく、つま立つ者は倒れやすい。堅実なる一歩ずつを進めよ。進めたる足は堅く踏みしめよ。[25]

## 経営理念
- すべての人々の「笑顔」と「しあわせ」のために[25]

## 行動規範
- 常に、人々と共に在り、人々の生活に寄り添います。
- 一足一足を大切にする伝統を引継ぎます。
- 新しい品質（まごころ）と新しい技術（こだわり）を提供します。[25]

## 主な取扱商品
- MOONSTARブランド 
  - （ジャガーシリーズ）ジャガーΣ（シグマ）、SK SIGMA
  - （ベビー/キッズ/ジュニア）キャロット、スーパースター
  - （メンズ）メイドインクルメ、ワールドマーチ、バランスワークス
  - （ウィメンズ）スポルス、イブ、SUGATA
  - （その他）カジュアルシューズ、ビジネスシューズ、ウィンター商品、学校用品、介護用品、長靴など
- ライセンスブランド
  - HI-TEC（英語版）、ヒロミチナカノ、ほかキャラクター商品

## 事業所

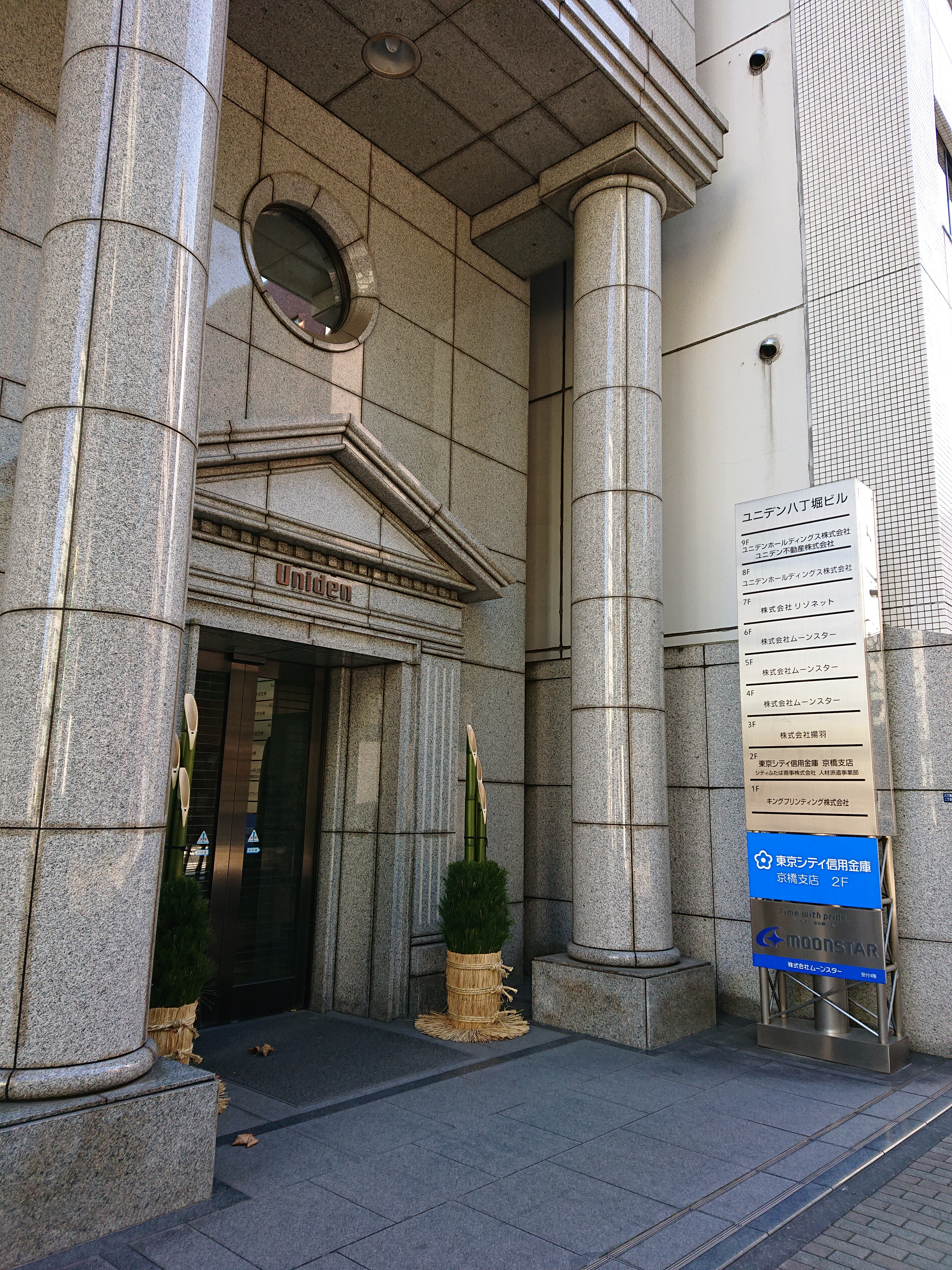
東京支店

本社・工場
福岡県久留米市白山町60番地
物流センター
福岡県久留米市三潴町草場386番地
東京本社・東京支店
東京都中央区八丁堀二丁目12番7号 ユニデン八丁堀ビル4階
大阪支店
大阪府吹田市江坂町1丁目8番2号
札幌支店
北海道札幌市白石区中央1条3丁目1番23号
仙台支店
宮城県仙台市若林区卸町2丁目5−6
埼玉支店
埼玉県さいたま市北区本郷町960番地
名古屋支店
愛知県名古屋市西区南堀越2丁目4−58
広島支店
広島県広島市中区十日市町2丁目1−9

## 提供番組
- デジモンシリーズ（フロンティアまで）
- メタルファイトベイブレードシリーズ（4Dまで）
- モンスターファームシリーズ
- 遊☆戯☆王デュエルモンスターズ
- 古代王者 恐竜キング Dキッズ・アドベンチャー
- メダロット